# Capoeta antalyensis
Capoeta antalyensis är en fiskart som först beskrevs av Battalgil, 1943.  Capoeta antalyensis ingår i släktet Capoeta och familjen karpfiskar. IUCN kategoriserar arten globalt som sårbar. Inga underarter finns listade.